# Kepler-49 b
Kepler-49 b (KIC 5364071 b, KOI-248.01) — экзопланета, открытая в 2012 году у звезды Kepler-49 в созвездии Лебедя.
Экзопланета Kepler-49 b была открыта космическим телескопом Кеплер в 2012 году, с помощью метода транзитной фотометрии, основанного на наблюдениях за прохождением экзопланеты на фоне звезды.

## Родная звезда
Kepler-49 — звезда, которая находится в созвездии Лебедя на расстоянии около 1024 световых лет от нас. Вокруг звезды обращаются, как минимум, четыре планеты.
Kepler-49 представляет собой оранжевый карлик, примерно вдвое уступая по размерам Солнцу. Впервые в астрономической литературе упоминается в каталоге 2MASS, опубликованном в 2003 году. Масса звезды равна 0,55 солнечной, а радиус — 0,53. Температура поверхности звезды составляет приблизительно 3974 кельвинов.

## Каталоги
- Kepler-49 b (англ.). Ames Research Center. Архивировано из оригинала 19 сентября 2015 года.
- Kepler-49b (англ.). NASA Exoplanet Archive.
- KOI-248 (англ.). Open Exoplanet Catalogue. Архивировано из оригинала 18 октября 2013 года.
- Exoplanet Kepler-49 b (англ.). Exoplanets Findthedata.
- Planet Kepler-49 b (англ.). Exoplanet.eu.